# Baby bass

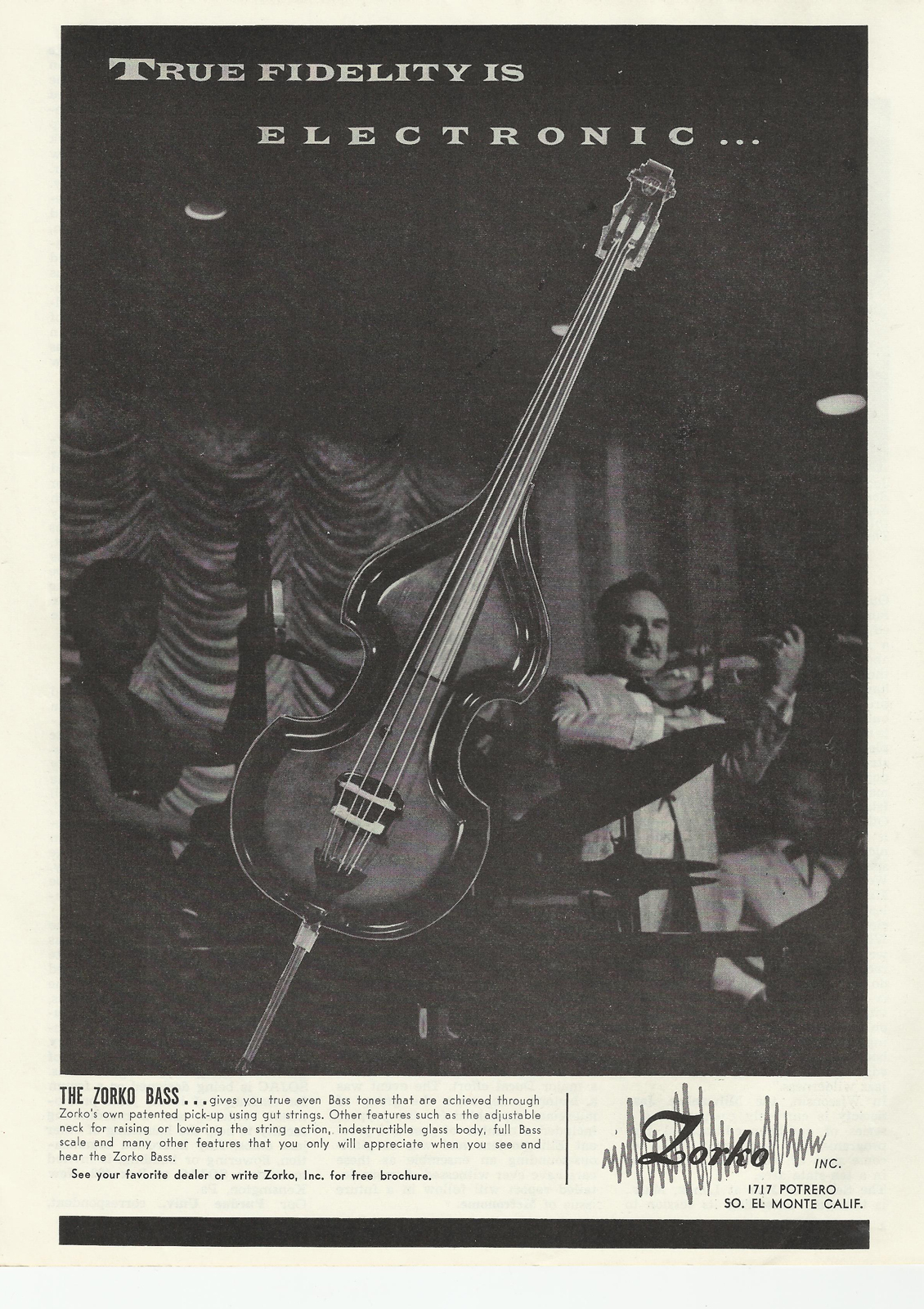
afiche promocional del bajo de Zorko

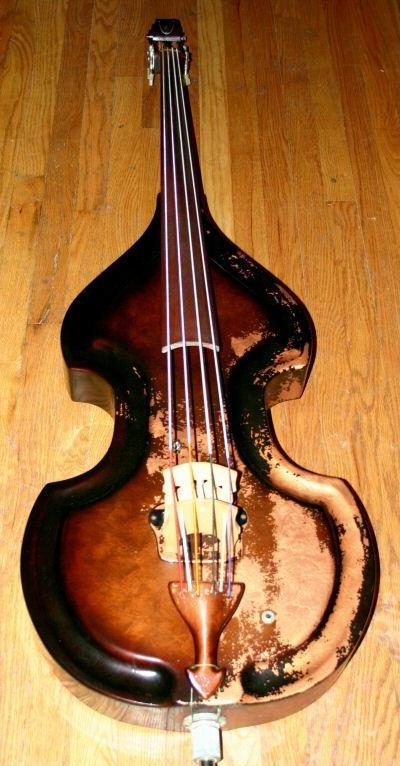
Un Contrabajo eléctrico zorko

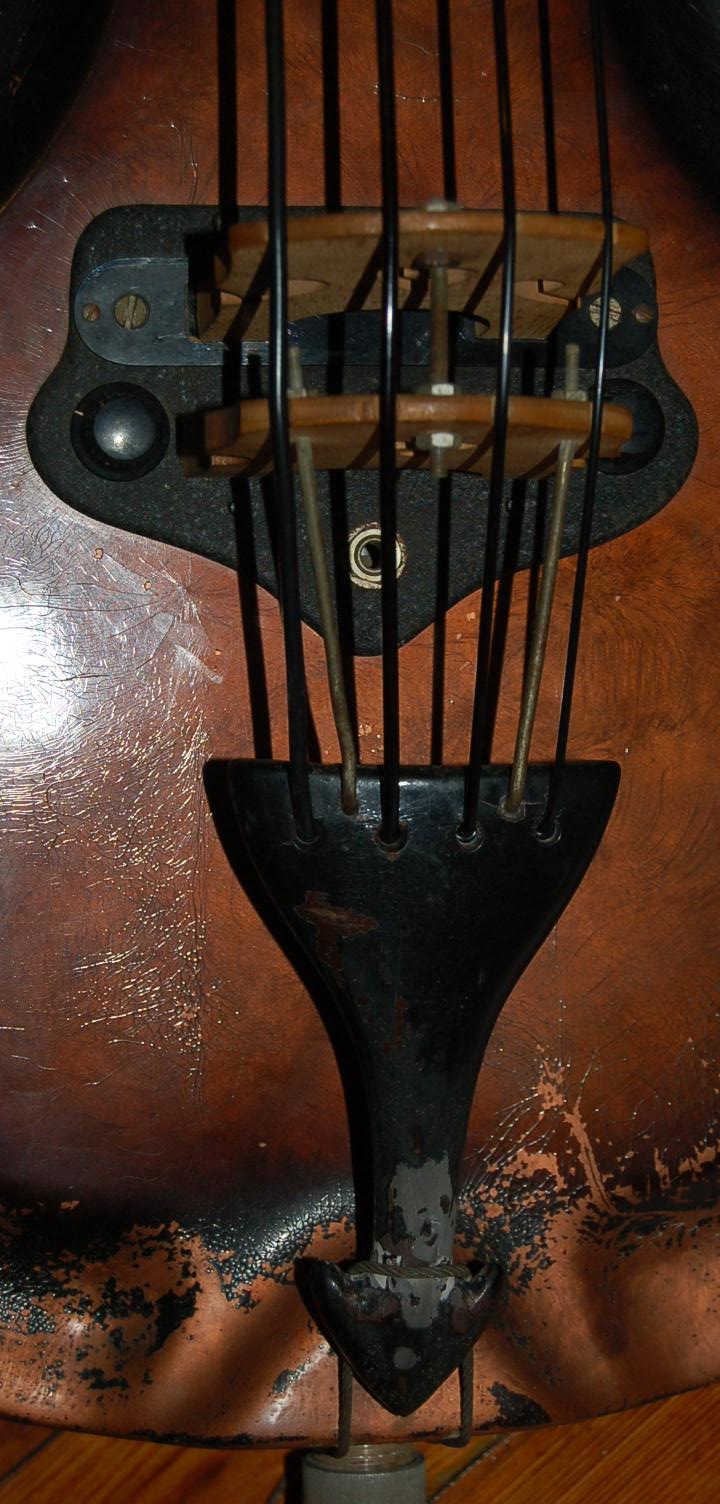
Sistema de pickup de Zorko, con doble puente

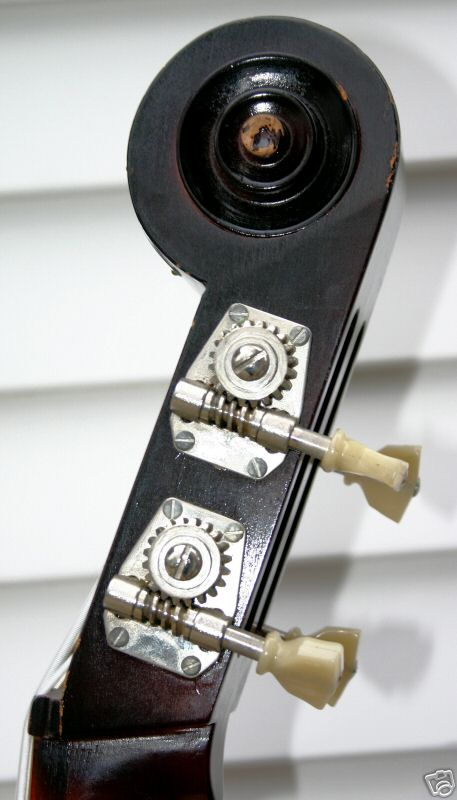
sistema de clavijas de afinación de Zorko

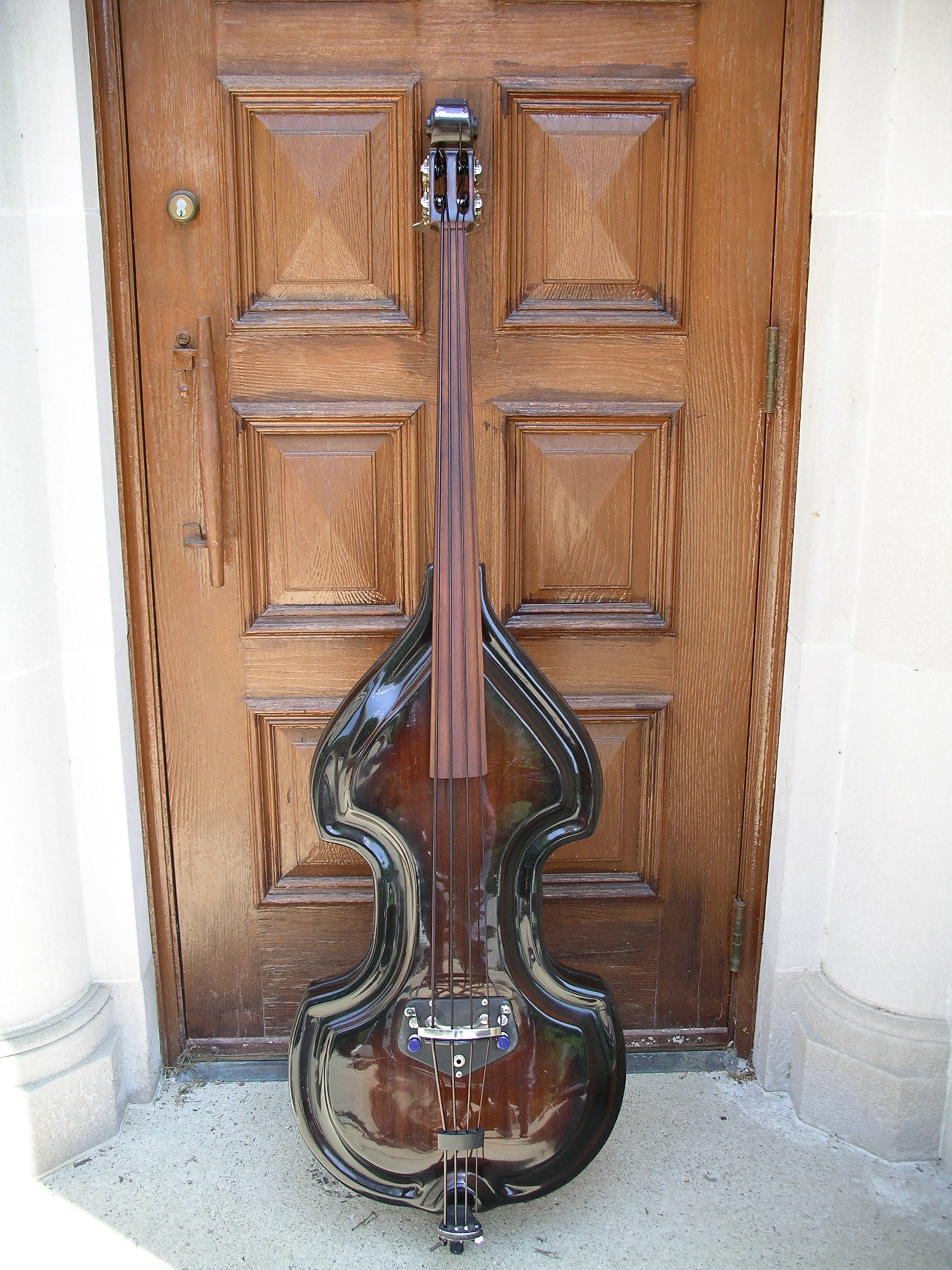
Ampeg BB primera edición (solo 1 pieza, sin el tiracuerdas,o Tailpiece)

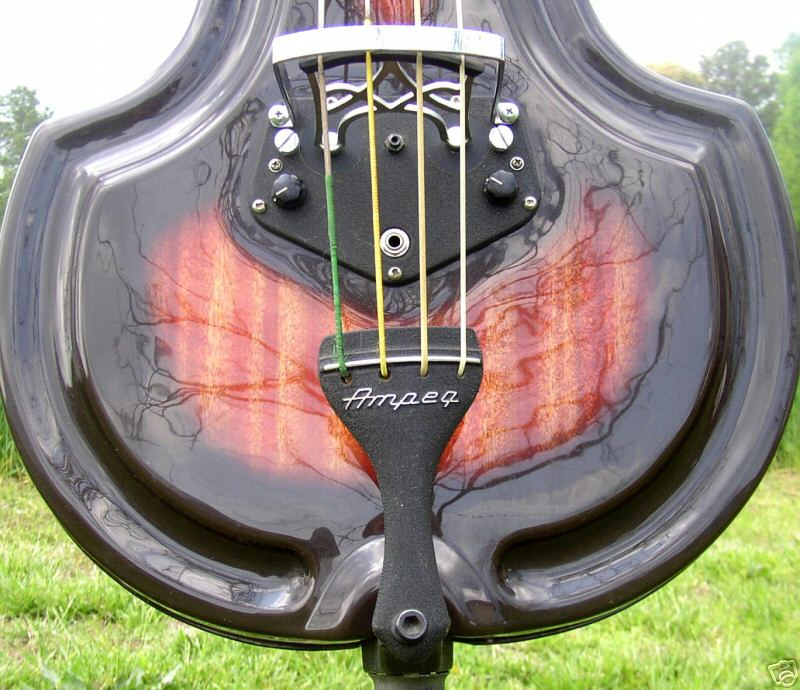
vista inferior de un Ampeg BB (con tiracuerdas (tailpiece) contramarcado)

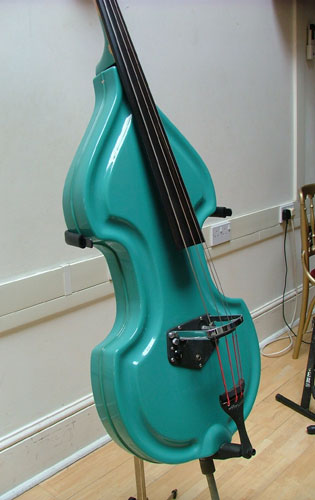
Ampeg BB color azul turquesa

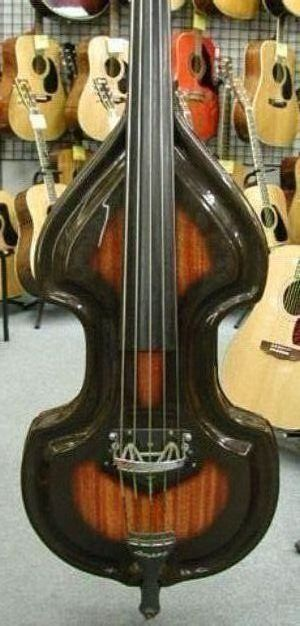
Un bajo AMPEG 5 cuerdas

EL BABY BASS es un modelo particular de Contrabajo eléctrico EUB (Electric Upright Bass, en inglés) desarrollado por la firma norteamericana Ampeg.
Originalmente fue nombrado por la empresa como Ampeg Electronic Bass.

## Sobre Zorko Y Ampeg Baby Bass
Los hermanos Rudy y el Ed Dopera introdujeron el primer contrabajo eléctrico comercial llamado Zorko Bass.
Ofreció un cuerpo hueco de fibra de vidrio, y una cabeza levemente corta. “El primer contrabajo eléctrico con cuerdas de tripa ó nailon”, decía el folleto del usuario de Zorko en 1958.
El uso de las cuerdas de tripa fue hecho posible por un sistema mecánicamente unido al puente. Un sistema doble único en el pickup utilizó un puente para reducir el doblaje de la fuerza, y un segundo puente que incluyó un imán.
El cuerpo de este bajo Zorko fue hecho en 2 diseños : el primero, en la parte de abajo donde va la base del tiracuerdas ,o tailpost, tenía la superficie plana , como se ve en la foto del bajo de cuerpo entero; y el segundo modelo añadía una forma que parecía un refuerzo para la tensión de esta pieza, y este segundo modelo fue el cual Ampeg reprodujo años después (Ver parte inferior de la foto del pickup de zorko).
El diseño del cuerpo hueco de fibra de vidrio de Zorko, con su cuello/mástil de arce (maple, en inglés) fueron comprados todos sus derechos y posteriormente fue modificado para convertirse más adelante en el BABY BASS de Ampeg. El modelo original de Zorko fue reajustado por Oliver Jesperson (conocido como JESS OLIVER).
El BB de Ampeg fue puesto extensamente en los EE. UU. desde el año de 1962, y el diseño original fue licencia de Zorko.
Además de fabricar los amplificadores, Ampeg fabricaba bajos y guitarras. Puesto que Ampeg fue fundado por un contrabajista y la clave de su fabricación del amplificador eran las frecuencias bajas, tuvo sentido que inicialmente su primer instrumento sería un contrabajo eléctrico. 
Fue referido a menudo como el Baby Bass de Ampeg aunque en la manera típica de Ampeg, la designación oficial era el bajo electrónico BB-4 (cuatro cuerdas) o BB-5 (cinco cuerdas). El precio de lista en aquellos años era Us. $349,50 ( $2710, al año 2016 ) Y $399,50 ($3160 ,al año 2016) el de 5 CUERDAS , cuando terminó su producción en los setenta. El BB de 5 cuerdas costaba Us.$400 ($3.950 al 2016 ). 
El micrófono era un transductor del diafragma colocado directamente debajo de los pies del puente. En teoría esto supuestamente transmitiría la vibración de las cuerdas a energía eléctrica de la misma forma que la vibración de la cuerda está traducida a energía sana en un bajo vertical acústico. Ofreció un sistema de puente en aluminio, mejorando la recolección compatible con las cuerdas no ferrosas o tradicionales de tripa. Al igual que el sistema de amplificación de Zorko, el Ampeg utilizó un puente inductivo a los dispositivos del fonocaptor magnético. Los pies del puente de Ampeg se reclinaron sobre los dos diafragmas de acero y los resortes que actuaban como los montajes de imán. La vibración de cada diafragma generó señales en las bobinas. Aunque es débil, y plagado por problemas de la distorsión de la fase, el sistema de Ampeg era una mejora considerable sobre la de Zorko.
El cuerpo del Ampeg, levemente más pequeño que el de un violonchelo, fue hecho de un material termoplástico llamado UVEX; un plástico fabricado por Eastman Kodak, y llenado de una espuma densa. 
Este plástico es tan inestable que se derrite a temperaturas relativamente bajas. El Ampeg generalmente emite un olor algo asqueroso debido al gasear continuo por el material de UVEX...algo idéntico al vómito cuando recibe la luz del sol,o en ambientes muy calurosos (...). Muchos bajos de Ampeg muestran el combeo del cuerpo, deformaciones y apertura debido a la exposición al calor en días soleados; y en resumen resultò siendo este material, una desventaja...
El cuello o mástil era del mismo tamaño, hecho a mano en madera de arce (maple) con un diapasón de ébano, y la acción de las cuerdas se podían ajustar fácilmente por la inclinación del cuello o mástil usando un tornillo de allen en la parte posterior del instrumento. 
El bajo estaba disponible en:
- El clásico fondo de madera y bordes color negro o caoba (llamado también Sunburst)

- blanco

- azul turquesa

- rojo

- y negro, según la literatura de las ventas en ese entonces.

El sonido del BB típico es en la práctica un ruido sordo corto-sostenido. Para el dueño de un bajo BB actual, hay maneras de mejorar el sonido del instrumento sin la fabricación de modificaciones irreversibles. Las cuerdas de tripa o de acero podían ser utilizadas, gracias a que la amplificación de este sería solamente en 2 diafragmas .
El Ampeg y los instrumentos de Zorko produjeron una calidad de percusión tonal con poco sustain e insinuaciones mínimas. Sin embargo, el cuerpo hueco de fibra de vidrio del Zorko produjo más insinuaciones (ruidos y armónicos) que el Ampeg rellenado y humedecido. El bajo de Ampeg todavía se usa bastante en la música latina en el cual, la mezcla de un sonido como bombo en las notas, es el preferido por los músicos latinos. Los centenares de Ampegs fueron producidos desde el año 1962 hasta el 1971 (9 años de producción ).
El BB de Ampeg es actualmente un bajo de colección, pero aunque son generalmente fáciles de conseguir (si dispones de Us.$4000, o más ...) los modelos más escasos son , el bajo rojo, el turquesa; y especialmente los bajos para zurdo, ya que este bajo zurdo no fue producción general de Ampeg, sino que fueron encargos especiales hechos para el cliente.
" Los músicos que sirvieron para la promoción y testeo del baby bass fueron : Evaristo Baro, hayes buddy, Julio Andino, Bobby Rodríguez, frank moor, y uno de los mejores músicos y solistas de alto perfil en el mundo de música clásica, Gary Karr.
Karr intento persuadir a la orquesta sinfónica de la ciudad de kansas a adoptar el baby bass, pero en su mayor parte los músicos clásicos, permanecieron indiferentes u hostiles, y los jazzistas que se dirigían a bajo eléctrico, prefirieron el bajo Fender. Es cierto que bandas latinas prefirieron el thump profundo del baby bass, desde los sesenta hasta el presente, pero si bien más de 4000 pies cuadrados de espacio de fabricación dedicados al baby bass en la nueva fábrica, y los comunicados de prensa celebrando la "gran demanda " para el instrumento; un año y medio después de su introducción, de acuerdo con el informe de la empresa de marzo 1964- sólo 175 baby bass fueron vendidos!”
(Del libro “AMPEG – THE STORY BEHIND THE SOUND" - by Gregg Hopkins/ Bill Moore)

## Tips, o trucos para la calibración de un Ampeg BB (o similares ...)
Históricamente, hubo unos BB de Ampeg que sonaban mejor que otros, esto sin demeritar a todos los BB producidos por esta empresa.
Para poder hacer una buena mejora ,o calibración del sonido, hay que entender que el sistema de recolección del BB (diafragma) es en principio, el mismo de un tambor :
al golpear un tambor a mano abierta , el resonará abierto y fuerte ;pero al colocar la otra mano encima, este sonido sonara más seco y apagado.
independientemente del embobinado, a lo que hay que dar preferencia es a los resonadores, cosa que no quede haciendo demasiada presión, o de lo contrario el sonido será de bajo volumen. Con poca presión de las cuerdas sobre el puente, se logrará el sonido deseado; y para ello es necesario:
- calibración de las bobinas
- calibración de la tensión de las cuerdas desde la pieza de tiracuerdas ubicada abajo del pickup, girando el tornillo allen que lo sujeta.

## Géneros y Ejecutantes
La música latina utilizó el BABY BASS Ampeg en los años 60. Debido a la poca aceptación de este tipo de bajo por el público Norteamericano (el uso del nuevo bajo eléctrico Fender era más novedoso y práctico de usar en aquel entonces...), el músico latino no solo lo adoptó, sino que lo convirtió en elemento esencial de su música, definiéndose su sabor característico al mismo. Actualmente en Colombia, elaboran réplicas con el mismo sonido, con diseños estéticamente más sofisticados, más portables y a muy buenos precios. 
Algunos bajistas latinos destacados MUNDIALMENTE son :
- Bobby Rodríguez (R.I.P.) - USA
- Israel Cachao López (R.I.P.) - Cuba
- Victor Venegas (R.I.P.) - U.S.A.
- Salvador "Sal" Cuevas (R.I.P.) - P.R. - USA
- Andy Gonzales (R.I.P.) - USA.
- Eddie "la guagua" Rivera (R.I.P.) - P.R.
- Efrain Hernández - P.R.
- Julio Ernesto Estrada "Fruko" - Colombia
- Daniel Silva - Venezuela
- Oscar D'Leon - Venezuela
- Ruben Rodríguez - USA
- Tony Banda - USA
- José "Mortadelo" Soto - Venezuela
- Johnny Torres - P.R.
- Pedro Pérez - P.R.

## Tocando el BABY BASS
El Baby Bass se toca de una manera pizzicato, similar al estilo de un contrabajo. La ventaja es que el instrumento no tiene que ser estabilizado por la mano izquierda del bajista semejante al contrabajo. Como el contrabajo, el instrumento puede tocarse de pie o sentarse en un taburete alto.

### Altura del instrumento
La altura óptima para la mayoría de los bajistas será cuando el dedo ( índice ) este en la primera posición (primer traste en un instrumento con trastes) y este, en el mismo nivel que el ojo del bajista. Si el bajo es más alto que esto, el malestar en los músculos del cuello puede ser experimentado después de tocar pases largos en la primera posición. Si el instrumento está demasiado bajo, el bajista puede necesitar doblarse o estirarse al procurar tocar notas en el final más alto del diapasón (aunque no tanto como en un contrabajo).
- De la mano derecha

Las cuerdas se pulsan con los lados (nunca con las extremidades, o las puntas como en la guitarra bajo ) de los empalmes superiores del índice y de los dedos medios mientras que el pulgar de la mano derecha se reclina contra el lado del diapasón. Las cuerdas se pulsan generalmente justo debajo del diapasón.
- De la mano izquierda

La mano izquierda es utilizada para parar las cuerdas apretando con la pieza carnuda del dedo, usando generalmente la bola del pulgar en la parte posterior del cuello para obtener la presión. En las posiciones extremas-altas, donde el cuello en un EUB es considerablemente más grueso, el uso de la mano izquierda se puede modificar con la mano entera que es traída alrededor al frente del instrumento y del pulgar que toma el lugar del dedo del índice. A esta posición se le llama “posición del pulgar ”. En estas posiciones, es necesario reclinar el cuello del bajo contra el hombro izquierdo del bajista para apoyar el cuello contra la presión de dedos en las cuerdas. En la escala más corta de losEUBs, la digitación del guitarra bajo se puede utilizar sobre una porción grande del diapasón y las posiciones del pulgar pueden no ser necesarias.

## Sonidos
Ajustando el tono del control del amplificador, un Baby Bass puede sonar similar a un contrabajo acústico. Puesto que el Baby Bass transmite sus sonidos a través de un micrófono, el tono es más brillante que el del contrabajo acústico, que transmite su tono vía el puente hacia la parte posterior del cuerpo. El tono de un Baby Bass no es modificado substancialmente por el “cuerpo” como en un contrabajo.